# Außerordentliche Kündigung im Arbeitsrecht
Die außerordentliche Kündigung im Arbeitsrecht ist eine Kündigung, die ein Arbeitsverhältnis ohne Einhaltung einer Kündigungsfrist beendet.

## Allgemeines
Im deutschen Arbeitsrecht kann sowohl das unbefristete als auch das befristete Arbeitsverhältnis durch eine einseitige, empfangsbedürftige Willenserklärung einer Vertragspartei beendet werden.  Eine Kündigung kann dabei entweder als ordentliche oder als außerordentliche Kündigung erfolgen.
Unter anderen für Arbeitsverhältnisse ergibt sich die Möglichkeit der „Fristlose[n] Kündigung aus wichtigem Grund“ aus der Rechtsgrundlage § 626 BGB. Dabei geht der speziellere § 626 BGB dem allgemeineren § 314 Abs. 1 BGB als lex specialis vor.
Im Unterschied zur ordentlichen Kündigung muss bei der außerordentlichen ein wichtiger Grund vorliegen, der die Fortsetzung des Arbeitsverhältnisses bis zum Ablauf einer Kündigungsfrist oder bis zu einem vereinbarten Beendigungszeitpunkt unzumutbar macht. Das Recht zu einer außerordentlichen Kündigung kann im Arbeitsvertrag weder für den Arbeitnehmer noch für den Arbeitgeber ausgeschlossen oder beschränkt werden.
Eine unwirksame außerordentliche Kündigung kann nach § 140 BGB in eine wirksame ordentliche umgedeutet werden, wenn dem Gekündigten bereits im Zeitpunkt des Zugangs der Kündigungserklärung erkennbar war, dass der Kündigende das Arbeitsverhältnis in jedem Fall beenden will.

## Voraussetzungen
Grundsätzlich besteht das Recht der außerordentlichen Kündigung bei Vorliegen eines wichtigen Grundes nach § 626 BGB unabhängig von einer Befristung des Arbeitsverhältnisses.

### Kündigungserklärung
Das Wort „Kündigung“ muss in der Kündigungserklärung nicht zwingend enthalten sein. Es genügt, wenn der Wille des Kündigenden, das Arbeitsverhältnis ohne Bindung an eine Kündigungsfrist durch einseitige Gestaltungserklärung für die Zukunft zu beenden, ohne Zweifel zum Ausdruck kommt. Sofern der Arbeitgeber aus sozialen Gründen eine Frist gewährt, muss er deutlich machen, dass dennoch eine außerordentliche Kündigung bzw. dass eine Kündigung aus einem wichtigen Grund gewollt ist.
Das Gesetz sieht für die Kündigungserklärung nach § 623 BGB zwingend die Schriftform vor (sog. konstitutives Wirksamkeitserfordernis). Die Kündigungserklärung muss demnach gem. § 126 BGB vom Aussteller eigenhändig durch Namensunterschrift oder mittels notariell beglaubigten Handzeichen unterzeichnet sein. Für die Namensunterschrift genügt eine Unterschrift mit dem Familiennamen ohne das Beifügen des Vornamens. Auf die Lesbarkeit kommt es nicht an.
Kündigungsberechtigt sind sowohl Arbeitgeber als auch Arbeitnehmer. Handeln für den Kündigenden mehrere Personen (z. B. Gesellschafter einer Gesellschaft des bürgerlichen Rechts) so haben – soweit keine wirksame Stellvertretung besteht – alle Parteien zu unterschreiben.

### Wichtiger Grund
Die außerordentliche Kündigung kann nur aus wichtigem Grund erfolgen. Ein wichtiger Grund liegt dann vor, wenn Tatsachen vorliegen, aufgrund derer dem Kündigenden unter Berücksichtigung aller Umstände des Einzelfalles und unter Abwägung der Interessen beider Vertragsparteien die Fortsetzung des Arbeitsverhältnisses bis zum Ablauf der Kündigungsfrist oder bis zu der vereinbarten Beendigung des Arbeitsverhältnisses nicht zugemutet werden kann (§ 626 Abs. 1 BGB).
Das Gesetz definiert nicht, wann ein „wichtiger Grund“ vorliegt. Es handelt sich um einen unbestimmten Rechtsbegriff, der durch die Arbeitsgerichte auszufüllen ist. Aus dem Wortlaut des § 626 BGB ergibt sich insoweit, dass die außerordentliche Kündigung das letzte Mittel (sog. ultima ratio) für den Kündigenden sein muss. Für den Arbeitgeber kann z. B. anstelle einer Kündigung eine Abmahnung des Arbeitnehmers ein milderes Mittel sein, um ein arbeitsvertragswidriges Fehlverhalten zu beanstanden.
Das Bundesarbeitsgericht prüft die Wirksamkeit in zwei Stufen. Innerhalb der ersten Stufe ist zu prüfen, ob der Kündigungsgrund „an sich“ ohne Berücksichtigung des Einzelfalls eine außerordentliche Kündigung rechtfertigen würde (sog. Negativfilter). Die persönlichen Umstände des Gekündigten sind hier irrelevant. In der zweiten Stufe prüft es, ob die Weiterführung des Arbeitsverhältnisses bis zum Ablauf der Kündigungsfrist aufgrund der persönlichen Umstände des Gekündigten unzumutbar ist.

#### Fallgruppen
Eine außerordentliche Arbeitgeberkündigung kommt ebenso wie eine ordentliche Kündigung aus verhaltensbedingten, personenbedingten oder betriebsbedingten Gründen in Betracht.
Absolute Gründe für eine fristlose Kündigung, wie sie früher im Handelsgesetzbuch und in der Gewerbeordnung vorgesehen waren, gibt es nicht mehr, weil es stets auf die besonderen Umstände des Einzelfalls ankommt.
Die früheren gesetzlichen Gründe sind aber nach wie vor in der Regel geeignet, einen wichtigen Grund für eine außerordentliche Kündigung durch den Arbeitgeber abzugeben:
- Anstellungsbetrug oder anderes strafbares Verhalten im Arbeitsverhältnis wie Diebstahl, Körperverletzung, Beleidigung,
- dauerhafte Arbeitsunfähigkeit,
- beharrliche Arbeitsverweigerung,
- grobe Verletzung der Treuepflicht,
- Verstöße gegen das Wettbewerbsverbot.

Für die Kündigung durch den Arbeitnehmer waren früher gesetzlich vorgesehen:
- dauernde Unfähigkeit zur Fortsetzung der Arbeit,
- Nichtzahlung des Lohns oder Gehalts,
- Tätlichkeiten oder erhebliche Ehrverletzungen.

Im Einzelnen kommen etwa in Betracht: sexuelle Belästigung am Arbeitsplatz, Verrat von Betriebsgeheimnissen, Urlaubsüberschreitung, Vortäuschen von Erkrankungen.
Dagegen kann außerdienstliches Verhalten regelmäßig zu keiner außerordentlichen Kündigung führen. Straftaten gegen den Arbeitgeber begründen regelmäßig einen an sich geeigneten Grund. Straftaten, welche sich nicht gegen den Arbeitgeber oder Arbeitskollegen richten, können nur dann einen an sich geeigneten Grund darstellen, wenn sie das Arbeitsverhältnis beeinträchtigen (z. B. Vermögensdelikte eines Kassierers gegen Dritte). Das Arbeitsgericht Bochum hat in einem Beschluss vom 27. Mai 2020 deutlich gemacht, dass eine nicht vorhandene Verwendungsmöglichkeit der Arbeitskraft aufgrund der wirtschaftlichen Situation wegen der Corona-Krise eine außerordentliche Kündigung nicht trägt.

#### Unzumutbarkeit
Liegt ein an sich tauglicher wichtiger Grund vor, muss die Fortführung des Arbeitsverhältnisses für den Kündigenden unzumutbar sein. Dies ist dann der Fall, wenn sich im Rahmen einer umfassenden Interessenabwägung ergibt, dass die Interessen des Kündigenden an der Kündigung gegenüber den Interessen des Gekündigten am Fortbestand des Arbeitsverhältnisses überwiegen. Dies ist dann nicht der Fall, wenn dem Arbeitgeber mildere Mittel in Form der Abmahnung, Versetzung oder ordentlichen Kündigung zur Verfügung stehen. Die außerordentliche Kündigung muss daher aufgrund der erheblichen Störung des Vertragsverhältnisses unausweichlich das letzte Mittel darstellen.

### Angabe des Kündigungsgrundes
Die Kündigungserklärung braucht grundsätzlich keinen Kündigungsgrund zu nennen. Ausnahmsweise muss der Grund in der Kündigungserklärung angegeben werden, wenn ein Berufsausbildungsverhältnis nach Ablauf der Probezeit (§ 22 Abs. 3 BBiG) oder einer Arbeitnehmerin in Mutterschutz (§ 17 Abs. 2 S. 2 MuSchG) gekündigt werden soll. Die gekündigte Partei kann nach Zugang der Kündigungserklärung die schriftliche Angabe des Kündigungsgrundes nach § 626 Abs. 2 S. 3 BGB verlangen.
Werden die Kündigungsgründe trotz Aufforderung nicht angegeben, so macht das die Kündigung nicht unwirksam, verpflichtet aber unter Umständen den Kündigenden zum Schadensersatz.

### Empfangsbedürftigkeit der Kündigungserklärung
Da es sich bei der Kündigungserklärung um eine empfangsbedürftige Willenserklärung handelt, wird diese nach § 130 BGB erst wirksam, wenn sie der anderen Vertragspartei zugeht. Der Zugang ist dann anzunehmen, wenn die Kündigungserklärung in den Machtbereich des Empfängers gelangt ist, sodass dieser unter normalen Umständen die Möglichkeit hat, vom Inhalt Kenntnis zu nehmen. Briefe gehen daher grundsätzlich bei persönlicher Aushändigung zu. Beim Einwurf in den Hausbriefkasten des Empfängers ist der Zeitpunkt maßgeblich, in dem nach der Verkehrsanschauung mit der nächsten Leerung zu rechnen ist.

### Kündigungserklärungsfrist
Die Kündigung muss nach § 626 Abs. 2 S. 1 BGB innerhalb von zwei Wochen erfolgen. Die Frist beginnt nach § 626 Abs. 2 S. 2 BGB mit der Kenntnis des Kündigenden von den für die Kündigung maßgebenden Tatsachen (sog. positive Kenntnis). Der Kündigende muss alles in Erfahrung gebracht haben, sodass eine Entscheidung über die Fortsetzung des Arbeitsverhältnisses möglich ist. Eine fahrlässige Unkenntnis genügt nicht. Die Frist dient einerseits der Rechtssicherheit, damit der Kündigende sich die Kündigungsgründe nicht beliebig lange „aufsparen“ kann. Der Gekündigte soll andererseits Gewissheit erlangen, ob sein Verhalten zu einer außerordentlichen Kündigung führt oder nicht. Der Kündigende soll allerdings nicht zur hektischen Eile angetrieben werden, sodass die Entscheidung wohlüberlegt erfolgen kann.

### Anhörung des Betriebsrates
Der Arbeitgeber hat nach § 102 Abs. 1 S. 1 BetrVG vor jeder Kündigung den Betriebsrat anzuhören und ihm die Kündigungsgründe mitzuteilen. Ansonsten ist die Kündigung nach § 102 Abs. 1 S. 3 BetrVG unwirksam. Der Betriebsrat soll seinerseits vor seiner Stellungnahme den betroffenen Arbeitnehmer hören. Hat der Betriebsrat gegen eine außerordentliche Kündigung Bedenken, so hat er diese unter Angabe der Gründe dem Arbeitgeber unverzüglich, spätestens jedoch innerhalb von drei Tagen, schriftlich mitzuteilen. Im Unterschied zur ordentlichen Kündigung ist gegen die außerordentliche Kündigung kein Widerspruch des Betriebsrats möglich.

### Besonderer Kündigungsschutz
Ist eine Arbeitnehmerin im Mutterschutz, so kann die für den Arbeitsschutz zuständige oberste Landesbehörde auch die außerordentliche Kündigung ausnahmsweise für zulässig erklären (§ 17 Abs. 2 Satz 1 MuSchG).
Ebenso bedarf auch die außerordentliche Kündigung des Arbeitsverhältnisses eines schwerbehinderten Menschen durch den Arbeitgeber der vorherigen Zustimmung des Integrationsamtes (§ 168, § 174 SGB IX).

## Rechtsfolgen und Rechtsweg
Das Arbeitsverhältnis wird mit Zugang der Kündigungserklärung einer wirksamen Kündigung fristlos beendet. § 628 BGB regelt die Abwicklung von außerordentlich beendeten Arbeitsverhältnissen. Der Arbeitnehmer hat nur einen Vergütungsanspruch bis zum Beendigungszeitpunkt (Teilvergütung) und muss eventuell erbrachte Vorleistungen des Arbeitgebers (Vorschüsse) zurückerstatten (§ 628 Abs. 1 BGB). Gegebenenfalls ist er gem. § 628 Abs. 2 BGB zum Schadensersatz verpflichtet, beispielsweise wenn an seiner Stelle eine höher vergütete Ersatzkraft eingestellt werden muss.
Die Kündigung durch den Arbeitgeber wird gemäß § 13, § 4, § 7 Kündigungsschutzgesetz (KSchG) als rechtswirksam angesehen, wenn der Arbeitnehmer nicht innerhalb von drei Wochen Kündigungsschutzklage beim Arbeitsgericht auf Feststellung erhebt, dass das Arbeitsverhältnis nicht durch die Kündigung aufgelöst wurde. Hat der Arbeitnehmer die Klageerhebungsfrist versäumt oder hat das Arbeitsgericht die Klage abgewiesen und wurde kein Rechtsmittel eingelegt, so kann der Arbeitnehmer gegen die Kündigung nicht mehr vorgehen.
Gegen die Kündigung durch den Arbeitnehmer kann mit einer allgemeinen Feststellungsklage nach § 256 Abs. 1 ZPO vorgangen werden. Bei dieser sogenannten Eigenkündigung ist das Kündigungsschutzgesetz nicht anzuwenden, so dass auch die Drei-Wochen-Frist zur Klageerhebung nicht gilt. Sofern der Arbeitnehmer nach seiner Eigenkündigung allerdings selbst geltend machen möchte, dass tatsächlich kein wichtiger Grund vorliege, so gilt nach dem Bundesarbeitsgericht, dass dies in der Regel treuwidrig sei.